# Running Mates
Running Mates est un téléfilm américain réalisé par Ron Lagomarsino et diffusé le 13 août 2000 sur TNT.

## Synopsis
Aux États-Unis, la campagne présidentielle de James Reynolds Pryce, un gouverneur démocrate du Michigan.

## Fiche technique
- Titre : Running Mates
- Autre titre : Washington Slept Here
- Réalisation : Ron Lagomarsino
- Scénario : Claudia Salter
- Musique : John Debney
- Producteur : Andrew Gottlieb (en)
- Distribution des rôles : Mali Finn
- Pays :  États-Unis
- Genre : Comédie dramatique
- Durée : 90 minutes
- Première diffusion : 13 août 2000 sur TNT

## Distribution
- Tom Selleck : Gouv. James Reynolds Pryce
- Laura Linney : Lauren Hartman, Campaign Mgr.
- Nancy Travis : Jenny Price
- Teri Hatcher : Shawna Morgan
- Faye Dunaway : Meg Gable
- Bob Gunton : Senator Terrence Randall
- Bruce McGill : Senator Mitchell Morris
- Robert Culp : Sen. Parker Gable
- Caroline Aaron : Jody Daniels
- Warren Père : Larry
- Phil Brock : Fermin
- Matt Malloy : Sam
- Rachel Wilson : Heather Gable
- Steffani Brass (en) : Brooke Pryce
- Mark Valley : Dick Tracy
- Barbara Tyson : Newscaster #3
- J. August Richards : Randall's Aide
- J. P. Manoux : Carl